# Smoczka
Smoczka – dawniej samodzielna wieś, od 1985 część Mielca. Leży na wschód od centrum miasta w okolicy ul. Smoczka. Obecnie jest to osiedle domków jednorodzinnych, zamieszkane przez około 1000 osób.

## Historia
Jako wieś wzmiankowana w 1542 (własność Mieleckich), następnie część gminy jednostkowej Wojsław w powiecie mieleckim, za II RP w woј. krakowskim. W 1934 w nowo utworzonej zbiorowej gminie Mielec, jako część gromady Wojsław.
Podczas II wojny światowej w gminie Mielec w Landkreis Dębica w dystrykcie krakowskim.
Po wojnie znów w gminie Mielec w powiecie mieleckim, w nowo utworzonym województwie rzeszowskim. 10 lipca 1948 Smoczkę wyłączono z Wojsławia tworząc w niej samoistną gromadę w obrębie gminy Mielec.
Jesienią 1954 zniesiono gminy tworząc gromady. Smoczka weszła w skład nowo utworzonej gromady Wojsław, gdzie przetrwała do końca 1972 roku, czyli do kolejnej reformy gminnej.
1 stycznia 1973 ponownie w gminie Mielec. Wtedy też część Smoczki włączono do Mielca.
1 czerwca 1975 w małym woj. rzeszowskim.
1 stycznia 1985 pozostałą część Smoczki (793 ha) włączono do Mielca.

## Infrastruktura

### Edukacja
- Szkoła Podstawowa nr 11 im. Jana Pawła II w Mielcu, ul. Władysława Warneńczyka 2

### Obiekty religijne

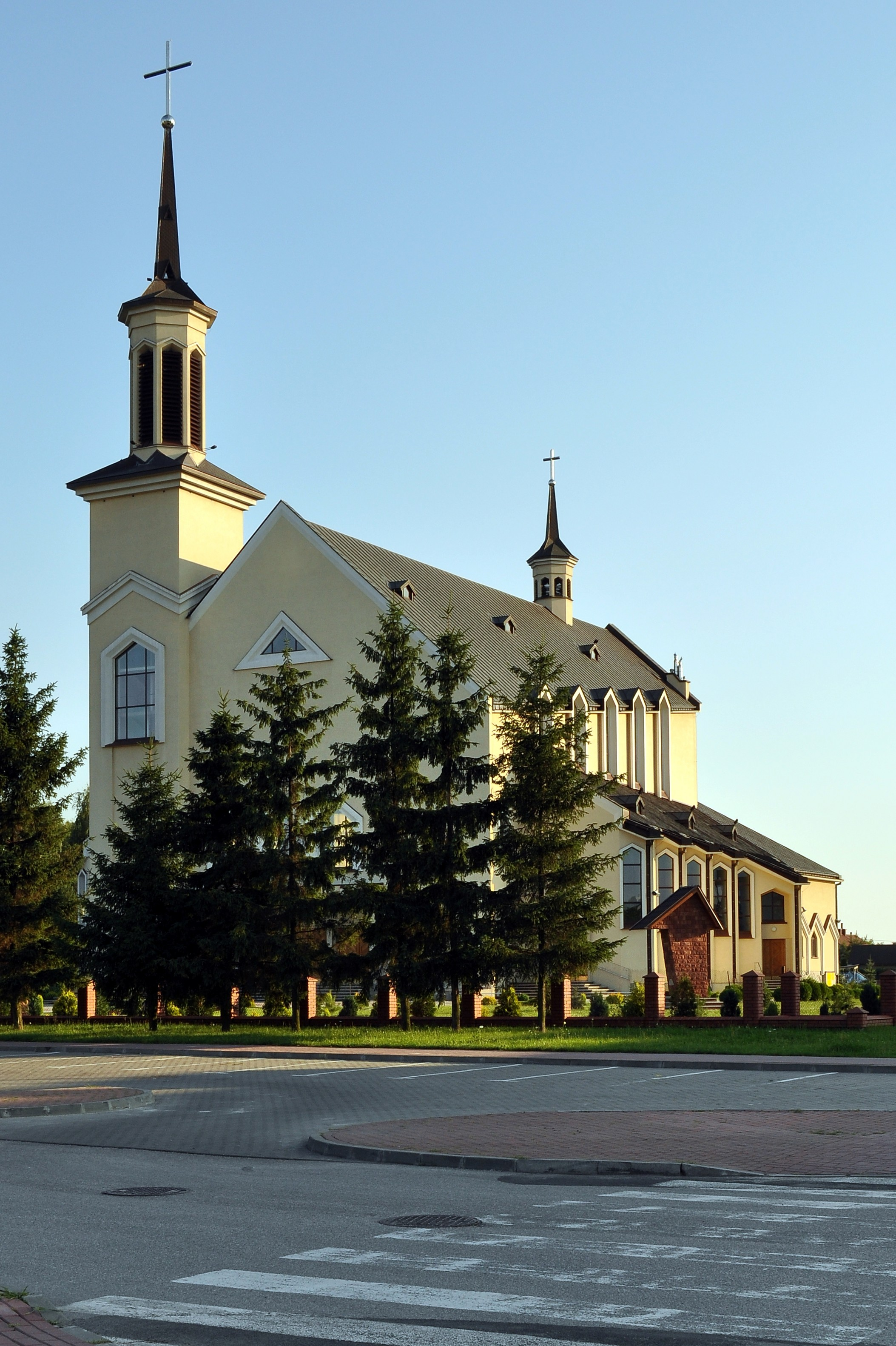
Kościół Trójcy Przenajświętszej

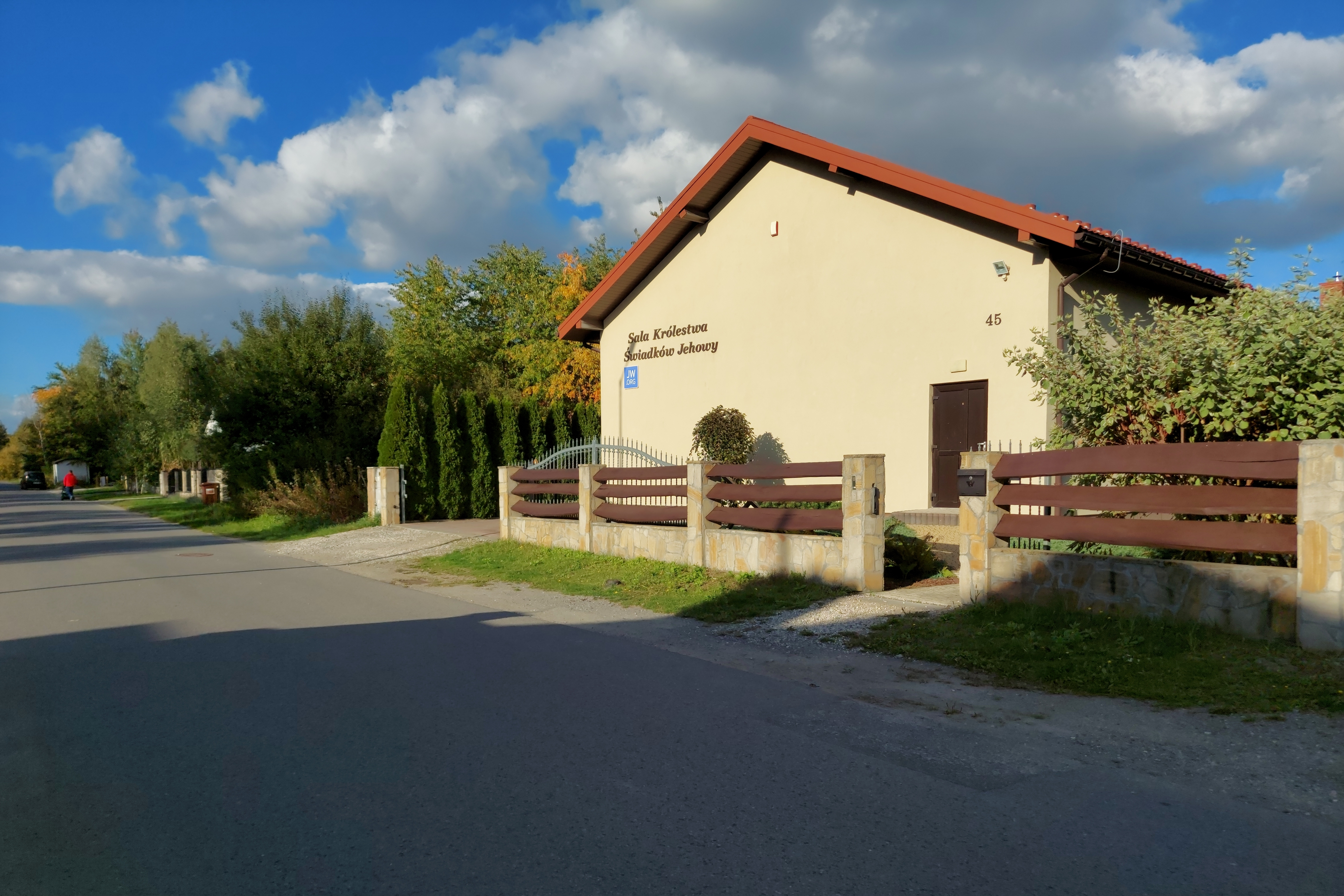
Sala Królestwa Świadków Jehowy

- Kościół Trójcy Przenajświętszej w Mielcu, ul. Wyszyńskiego 14
- Sala Królestwa Świadków Jehowy, ul. E Kahla 45[13]

### Opieka społeczna
- Dom Pomocy Społecznej, ul. Wyszyńskiego 14